# Xinning
För andra betydelser, se Xinning (olika betydelser).
Xinning, tidigare romaniserat Sinning, är ett härad som lyder under Shaoyangs stad på prefekturnivå i Hunan-provinsen i södra Kina.